# (100551) 1997 EM42
(100551) 1997 EM42 es un asteroide perteneciente al cinturón de asteroides, descubierto el 10 de marzo de 1997 por el equipo del Lincoln Near-Earth Asteroid Research desde el Laboratorio Lincoln, Socorro, Nuevo México.

## Designación y nombre
Designado provisionalmente como 1997 EM42.

## Características orbitales
1997 EM42 está situado a una distancia media del Sol de 3,079 ua, pudiendo alejarse hasta 3,161 ua y acercarse hasta 2,997 ua. Su excentricidad es 0,026 y la inclinación orbital 9,269 grados. Emplea 1974,00 días en completar una órbita alrededor del Sol.

## Características físicas
La magnitud absoluta de 1997 EM42 es 14,5. Tiene 5 km de diámetro y su albedo se estima en 0,187.